# Donghak
Donghak (anteriormente escrito Tonghak; lit. "aprendizado oriental") foi um movimento acadêmico neoconfucionista coreano fundado em 1860 por Choe Je-u. O movimento Donghak surgiu como uma reação ao Seohak (lit. "aprendizado ocidental"), e pediu um retorno ao "Caminho do Céu". Embora o Donghak tenha se originado como um movimento de reforma e renascimento dos ensinamentos confucionistas, gradualmente evoluiu sob seu terceiro patriarca para uma religião conhecida hoje como Cheondoísmo em ambas as Coreias.

## História
Joseon, que patrocinava o neoconfucionismo como a ideologia do estado, viu uma crescente polarização entre os estudiosos confucionistas ortodoxos e os esforços de outros estudiosos confucionistas para reviver a ética social e reformar a sociedade. A crescente presença e pressão do Ocidente criou um maior senso de urgência entre os reformadores e, assim, Choe Je-u escreveu pela primeira vez seu tratado, Dongkyeong Daejeon (동경대전; 東經大全, lit. "livro compreensivo do aprendizado oriental"). Este tratado marcou o primeiro uso do termo "aprendizado oriental" e pedia uma rejeição de Deus (no sentido cristão) e outros aspectos da teologia cristã.
Choe ficou alarmado com a intrusão do cristianismo (천주교, Cheonjugyo, lit. "Catolicismo"), e a ocupação anglo-francesa de Pequim. Ele acreditava que a melhor maneira de combater a influência estrangeira na Coreia era introduzir a democracia, estabelecer os direitos humanos e criar um paraíso na Terra independente da interferência estrangeira.
Choe Je-u foi executado como criminoso pelo governo em 1864. O movimento foi continuado por Choe Si-hyeong (1829-1898), que sistematizou sua doutrina.
Em 1892, os pequenos grupos do movimento Donghak foram unidos em um único Exército de Guerrilha Camponês ou Exército de Camponeses de Donghak. Os camponeses trabalhavam nos campos durante o dia, mas durante a noite eles se armavam e invadiam escritórios do governo e matavam ricos proprietários, comerciantes e estrangeiros. Eles confiscaram as propriedades de suas vítimas para redistribuição.
Em 1894, a Rebelião Camponesa Donghak, liderada por Jeon Bongjun (1854-1895) e brutalmente reprimida preparou o terreno para a Primeira Guerra Sino-Japonesa, que colocou a Coreia sob controle japonês. Haewol evitou a captura por quatro anos, mas foi finalmente executado em 1898. Em meio a esse desastre, o movimento foi drasticamente reorganizado por Son Byong-hi (Uiam, 1861–1922), que modernizou Donghak de acordo com os padrões ocidentais, que ele aprendeu durante um exílio de cinco anos no Japão (sob um nome falso). Após a Guerra Russo-Japonesa em 1904, ele retornou à Coreia e estabeleceu o Chinbohoe ("sociedade progressista"), um novo movimento cultural e reformista projetado para reverter o declínio das fortunas da nação e criar uma nova sociedade. Através do Donghak ele conduziu um movimento nacional que visava a melhoria social através da renovação de velhos costumes e modos de vida. Centenas de milhares de membros do Donghak cortaram seus longos cabelos e iniciaram o uso de roupas simples e modestas. Manifestações não violentas para melhoria social organizadas por membros de Donghak ocorreram ao longo de 1904.
No entanto, quando um de seus principais tenentes defendeu a anexação da Coreia pelo Japão, Uiam o excomungou e renomeou Donghak como Cheondogyo (ou Cheondoísmo) em 1905. Cheondogyo foi tolerado pelas autoridades japonesas, embora fosse considerado uma pseudo-religião.

## Choe Je-u

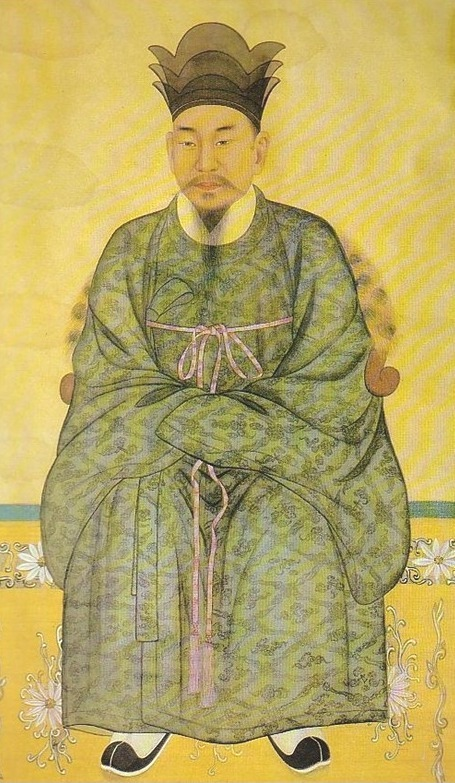
Retrato de Choe Je-u

O tratado de Choe Je-u defendia um retorno à compreensão confucionista do Céu, com ênfase no auto-cultivo e na melhoria da natureza. Como Choe escreveu, o Caminho do Céu estava dentro da própria mente, e assim, ao melhorar sua natureza, também se alcançava o Caminho do Céu.
Donghak não foi acompanhado por uma agenda específica ou doutrina sistemática. Choe acreditava em improvisar à medida que os eventos ocorriam. Ele não tinha planos práticos ou visões de como se estabeleceria um paraíso na Terra, muito menos o que o paraíso significava, exceto que todas as pessoas eram iguais. No entanto, a defesa da democracia, direitos humanos e nacionalismo coreano de Choe atingiu um acorde entre os guerrilheiros camponeses e Donghak se espalhou rapidamente pela Coreia. Os revolucionários progressistas invadiram e organizaram os camponeses em uma unidade de combate coesa.

## Líderes
- Choe Je-u, também chamado de Su-un, fundador do Donghak em 1860. Executado em 1864.

- Choe Si-hyeong, também chamado de Haewol, segundo líder do Donghak após a morte de Choe Je-u. Compilou e imprimiu as obras do fundador e também criou suas próprias doutrinas. Executado em 1898.

- Son Byong-hi, também chamado de Uiam, terceiro líder do Donghak. Modernizou a doutrina baseando-se no Japão e sua Restauração Meiji depois de ter que fugir para o país em 1901. Após um conflito com seu irmão Yi Yong-gu, que defendia que o Japão ocupasse a Coreia, Uiam o excomungou e renomeou o movimento para Cheondoísmo. Durante a ocupação japonesa da Coreia passou a lutar contra o Japão. Foi preso por protestar e morreu em casa em 1922, após ser libertado da prisão por ter ficado doente.